# Band-e Sabz Daracht
Band-e Sabz Daracht — góra położona w prowincji Ghor w Afganistanie. Jej szczyt znajduje się na wysokości 3245 m n.p.m., co pod tym względem czyni ją 281. w prowincji i 4131. w kraju.